# آیاس (ائوستا والی)
آیاس (ائوستا والی) (به ایتالیایی: Ayas, Aosta Valley) یک کومونه در ایتالیا است که در واله دائوستا واقع شده‌است.

## خصوصیات
آیاس ۱۲۹ کیلومترمربع مساحت و ۱٬۳۵۹ نفر جمعیت دارد و ۱٬۶۹۸ متر بالاتر از سطح دریا واقع شده‌است.